# Parc national de Rocky Cape
Le parc national de Rocky Cape est un parc national australien, en Tasmanie à environ 400 km au nord-ouest de Hobart en bordure du détroit de Bass.